# Hospital Universitário da Escânia
O Hospital Universitário da Escânia (SUS; em sueco:  Skånes universitetssjukhus) fica situado na província da Escânia, na Suécia. Tem os seus polos principais nas cidades de Lund e Malmö. 
Foi criado em 2010, pela fusão orgânica dos hospitais universitários de Lund  (Universitetssjukhuset i Lund) e Malmö (Universitetssjukhuset Mas).
É o terceiro maior complexo hospitalar do país.
Conta com 12 000 funcionários.
Coopera com as universidades de Lund e de Malmö, formando assim um grande centro clínico da Suécia.

## Galeria

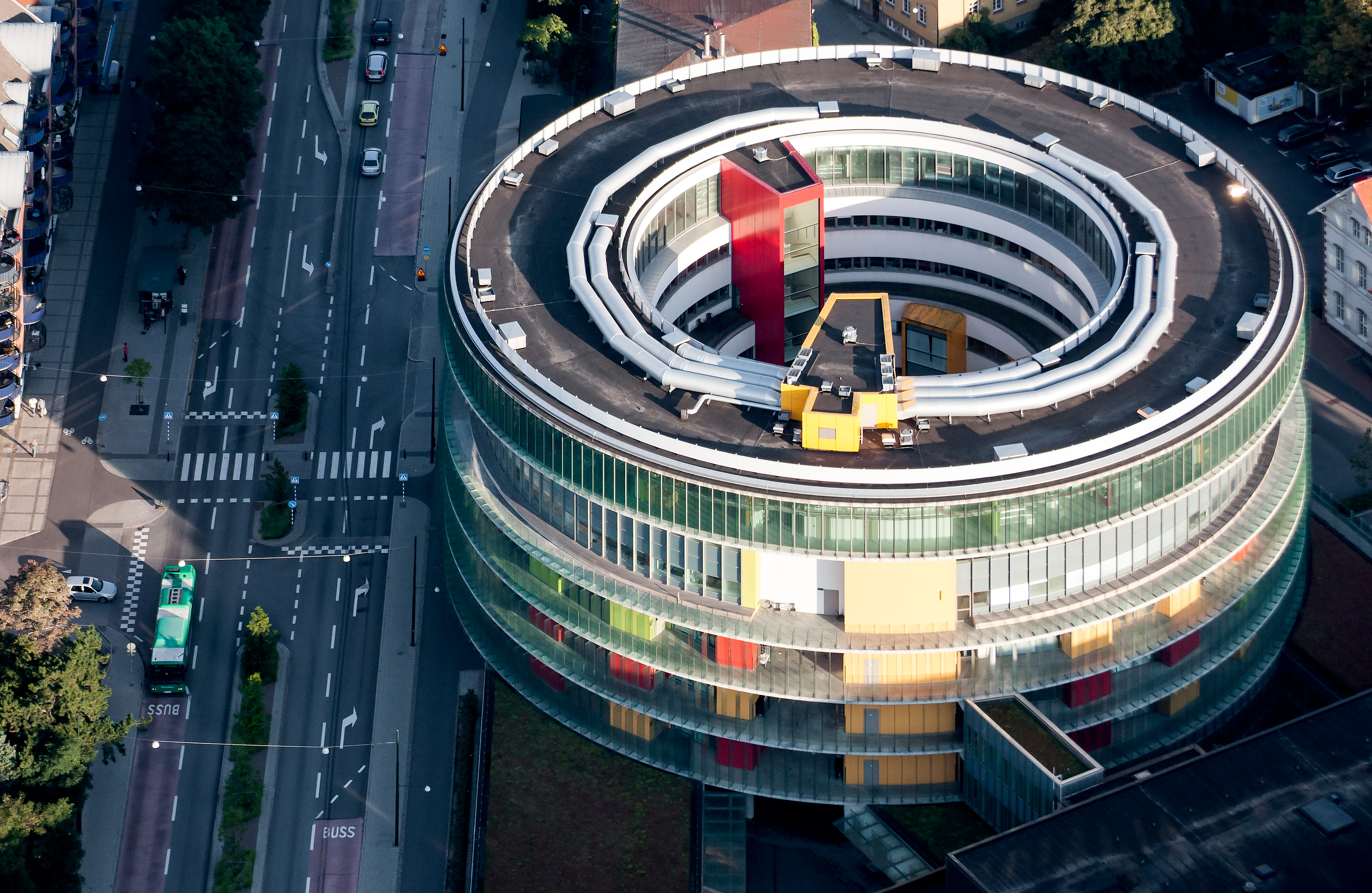
A clínica de infeções contagiosas de Malmö
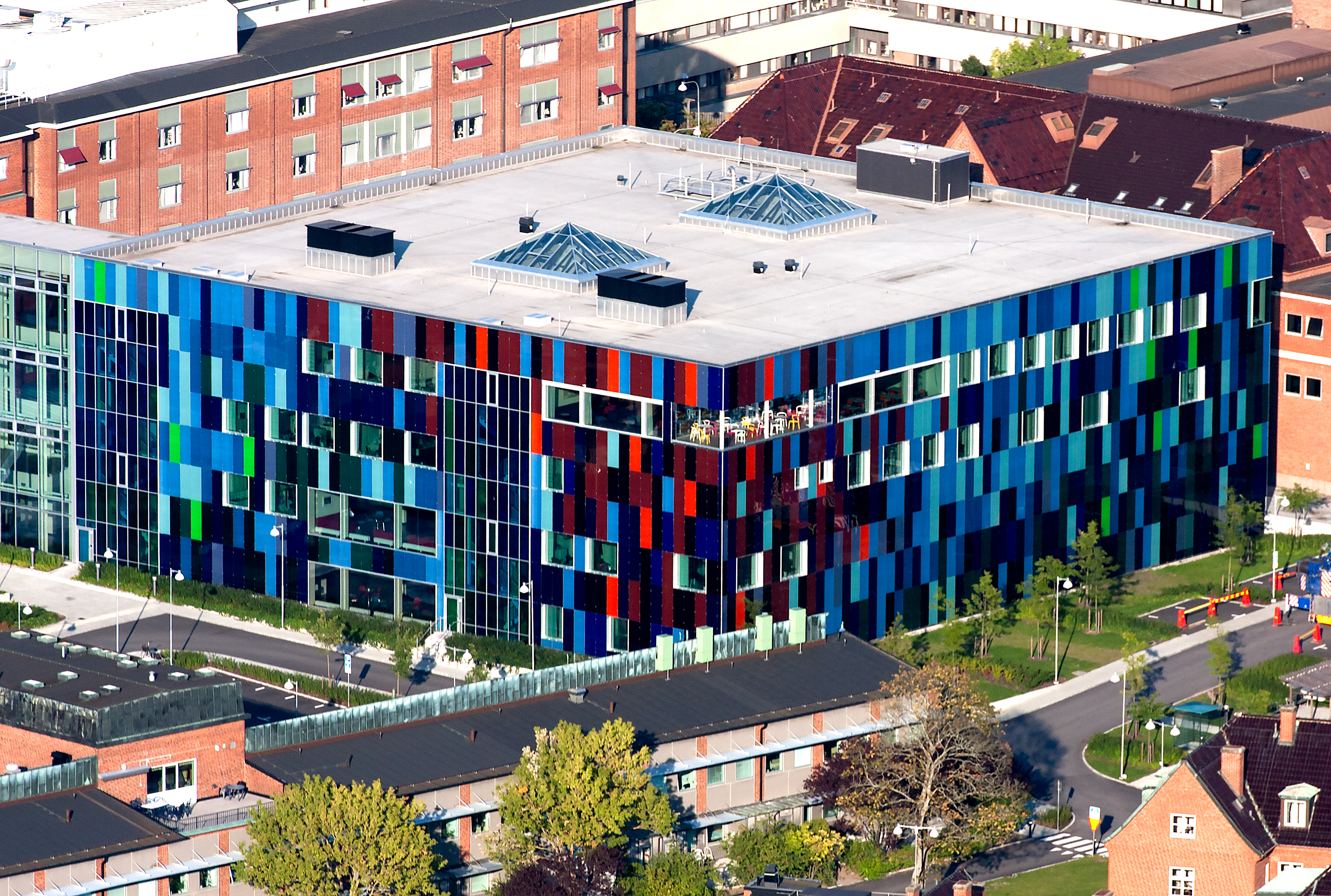
A clínica de tratamentos radiológicos de Lund